# José Chantre y Herrera
José Chantre y Herrera (Villabrágima, provincia de Valladolid, 14 de marzo de 1738 – Piacenza, Italia, 20 de agosto de 1801) fue un historiador, teólogo y escritor jesuita expulso español.

## Biografía
Ingresó en la Compañía de Jesús en Villagarcía de Campos (Valladolid) el 9 de mayo de 1755 y enseñó gramática y estudió física y metafísica (1758-1759) en el colegio de su orden en Santiago de Compostela; luego estudió teología (1760-1763) en el Colegio Real de Salamanca; allí se ordenó además sacerdote (25 de septiembre de 1763) y enseñó lógica y teología (1764-1766). Según su compañero de orden, el erudito Lorenzo Hervás y Panduro, “habiendo concluido el estudio teológico, enseñó la latinidad en Santiago”. 
Cuando los jesuitas fueron expulsados por Carlos III en 1767, estaba en Salamanca y partió a Italia con los demás de su orden y se estableció en Bolonia, donde emitió sus últimos votos el 15 de agosto de 1771. En su universidad dio clases de teología (o filosofía, según Hervás), y también dio clases de lógica en la casa Bianchini de Bolonia. Con su amigo, el también jesuita Manuel Luengo (1735–1816), viajó al santuario de Loreto en 1771. Suprimida la Compañía de Jesús en agosto de 1773, pasó veinte oscuros años en Bolonia y en 1792 le encargaron en Piacenza enseñar moral en un antiguo colegio jesuita, el Real Colegio de San Pedro, confiado a ex jesuitas españoles e italianos por Fernando de Borbón, duque de Parma e infante de España. En ese año publicó un tratado sobre la caridad (Tractatus theologicus de Charitate), muy elogiosamente reseñado por su amigo Manuel Luengo a fines de 1792, para refutar las teorías del polémico exjesuita Giovanni Vincenzo Bolgeni (Bérgamo, 1733-Roma, 1811). En esta discusión participaron además en la última década del XVIII los jesuitas Vicente Requeno (1743-1811), Joaquín Cortés (1735-1812), Diego León Villafañe (1741-1830), Alfonso Muzzarelli (1749–1813), Regonó y el mismo Hervás y Panduro con su Analisi filosofico teologica della natura della carità ossia dell’amor di Dio (Foligno, 1792).
En 1794 publicó en Parma una disertación sobre la infalibilidad del papa (Dissertatio Theologico-dogmatica de infallibilitate Summi Pontificis). Se opuso luego a al proyecto del jesuita Carlo Borgo (Vicenza, 1731-Parma, 1794) de incorporar en la Compañía de Jesús de Rusia, per viam facti, a los antiguos jesuitas residentes en los estados del duque de Parma, sin contar con la aprobación del Papa y solo con la mediación directa del Duque ante el vicario general y la zarina. Desde 1794 dejó de enseñar moral y empezó a enseñar teología en el mismo Colegio Real de San Pedro de Piacenza donde convivía con el exjesuita portugués Manuel de Azevedo (1713–1796), a cuya muerte recogió sus papeles sobre la Asistencia de Portugal y se los envió a Luengo para que los conservara; ahora están en la Colección de Papeles Varios del Archivo Histórico de Loyola. Chantre recibió tres años antes de morir en Piacenza la visita de su amigo Manuel Luengo el 23 de mayo de 1798, que regresaba a España; se sabe que el vallisoletano mantenía correspondencia con el cardenal Francisco Antonio de Lorenzana, arzobispo de Toledo, quien lo había invitado a comer cuando pasó por Bolonia acompañando a Pío VI a Parma en 1799. 
Manuel Luengo y otros jesuitas le aconsejaron escribir su obra capital, la Historia de las Misiones de la Compañía en el Marañón Español (1637-1767), que habían pertenecido a la provincia de Quito. Aunque no había estado en América, utilizó El Marañón y Amazonas (Madrid, 1684) del historiador jesuita Manuel Rodríguez Villaseñor (Cali, 1628–Cádiz, 1684) y los Varones Ilustres del jesuita y miembro fundador de la Real Academia Española José Cassani (Madrid, 1673–Alcalá de Henares, 1750), así como las cartas y diarios proporcionados por los jesuitas de la provincia de Quito que vivían en Bolonia y Faenza, ayudándose además de dos asesores que habían sido misioneros en el Marañón, los hermanos Manuel Joaquín Uriarte (Zurbano, Álava, 1720 – Vitoria, Álava, 1802) y Martín Uriarte. Pero solo llegó a publicarse traducida del latín y en fecha tan tardía como 1901, en Madrid, aunque incluyendo el mapa del Marañón hecho por Francisco Javier Veigel (Graz, Austria, 1723 – Klagenfurt, Austria, 1798) durante su prisión en Lisboa.
El manuscrito original, Historia Missionum Jesuiticarum apud Maynas in Provincia Quintensi, en folio, permaneció olvidado hasta que lo descubrió y publicó el jesuita quiteño Elías Mera cuando estudiaba en Madrid en 1901 con el título de Historia de la Compañía de Jesús en el Marañón español. Y se considera una fuente de primera clase y la más minuciosa para el estudio de las misiones de Maynas. Defiende la obra de los jesuitas, malograda por los curas seculares que los sustituyeron, y describe a los indios xeberos como ciudadanos ejemplares y valientes.

## Obras
- Tractatus theologicus de charitate, eiuque discrimine ab spe theologica et religione, caeterisque virtutibus infusis, in quo expenditur ad loca theologica systema Cl. D. Joannis Vincentii Bolgeni de Amore Dei. Accedit Appendix super novissima eiusdem Apologia. Auctore Josepho Chantre Herrera, presbytero hispano, Bolonia, 1792
- Dissertatio Theologico-dogmatica de infallibilitate Summi Pontificis in rebus Fidei definiendis. Auctore Josepho Chantre Herrera, hispano in regio S. Petri Placentino convictu Theologiae dogmaticae professore. Accedunt Theses de Fide, Spe et Charitate quas in hoc primo erecti convictus anno dictavit ipse et explanavit pomeridiano tempore, Parma, 1794
- Historia de las Misiones de la Compañía de Jesús en el Marañón Español por el padre José Chantre y Herrera de la misma Compañía (1637-1767), Madrid, Imprenta de A. Avrial, 1901.